# Binární relace
Binární relace je pojem z matematiky. Vyjadřuje vztah (relaci) prvků jedné množiny k prvkům množiny druhé.
Příklad: Mějme množiny čísel {\displaystyle A=\{1,5,8\}}, {\displaystyle B=\{3,5,6\}}. Definujeme vztah (binární relaci) „je větší“ prvků z {\displaystyle A} k prvkům z {\displaystyle B}. Vidíme, že číslo {\displaystyle 8} z množiny {\displaystyle A} „je větší“ než číslo {\displaystyle 3} z množiny {\displaystyle B}. Říkáme, že prvek {\displaystyle 8} je v binární relaci „je větší“ s prvkem {\displaystyle 3}, zkráceně {\displaystyle (8} „je větší“ {\displaystyle 3)}. Většinou prvky, které jsou v binární relaci, značíme jen jako uspořádanou dvojici {\displaystyle [8,3]}. Binární relaci z tohoto příkladu lze popsat jako množinu uspořádaných dvojic
{\displaystyle R=\{[8,3],[8,5],[8,6],[5,3]\}}. Na množinu {\displaystyle R} lze nahlížet jako na podmnožinu kartézského součinu {\displaystyle A\times B}. Trojici množin {\displaystyle [R,A,B]} lze považovat za definici binární relace.

## Definice
Binární relace je uspořádaná trojice {\displaystyle [R,A,B]}, kde {\displaystyle A} a {\displaystyle B} jsou libovolné množiny a {\displaystyle R} je podmnožina kartézského součinu {\displaystyle A\times B}.
Množině {\displaystyle A} se říká definiční obor, množině {\displaystyle B} obor hodnot a množinu {\displaystyle R} nazýváme graf relace.
To, že prvek {\displaystyle x} je v relaci {\displaystyle R} s prvkem {\displaystyle y} značíme zápisem {\displaystyle [x,y]\in R}, nebo zápisem {\displaystyle xRy}, kde {\displaystyle x\in A} a {\displaystyle y\in B}.

## Druhy relací
Binární relace je:
- reflexivní: pokud pro každé {\displaystyle x} platí {\displaystyle xRx}. (Prvek {\displaystyle x} je v relaci sám se sebou.)

Příklad reflexivní relace je "je stejný", příklad nereflexivní relace je "je vyšší". Neplatí, já "je vyšší" (než) já.
- antireflexivní: pokud pro každé {\displaystyle x} neplatí {\displaystyle xRx}. (Prvek {\displaystyle x} není v relaci sám se sebou.)

- symetrická: pokud platí {\displaystyle xRy}, pak platí {\displaystyle yRx}.

Příkladem může být relace {\displaystyle R} „je sourozenec“. Je-li {\displaystyle A} i {\displaystyle B} množinou všech mých příbuzných, a platí-li (já {\displaystyle R} sestra), pak také platí (sestra {\displaystyle R} já). Pokud sourozence nemám, je graf relace prázdnou množinou. I taková relace je symetrická.
- silně antisymetrická: pokud platí {\displaystyle xRy}, pak neplatí {\displaystyle yRx}.

- slabě antisymetrická: pokud platí {\displaystyle xRy} a {\displaystyle yRx}, pak platí {\displaystyle x=y}.

- trichotomická: pokud platí {\displaystyle xRy} nebo {\displaystyle yRx} nebo {\displaystyle x=y}.

- tranzitivní: pokud platí {\displaystyle xRy} a {\displaystyle yRz}, pak platí {\displaystyle xRz}.

Příkladem může být už zmíněná relace "je sourozenec" nebo relace "je vyšší". Já jsem vyšší než Petr a současně Petr je vyšší než Ondřej, z toho plyne: Já jsem vyšší než Ondřej. Tranzitivní relací například není relace "být kamarád". Já jsem kamarád Petra, on je kamarád Ondřeje, z toho ale nevyplývá kamarádství mezi mnou a Ondřejem.
Relaci, která je reflexivní, symetrická, a tranzitivní nazýváme relace ekvivalence.
Relaci, která je reflexivní, slabě antisymetrická a tranzitivní nazýváme neostré uspořádání.
Relaci, která je antireflexivní a tranzitivní nazýváme ostré uspořádání.

## Operace s relacemi
Na množině binárních relací jsou definovány následující operace, jejichž výsledkem je opět relace:
- Inverzní relace k relaci {\displaystyle R} mezi množinami {\displaystyle B} a {\displaystyle A} je relace {\displaystyle R^{-1}=\{[y,x]\in B\times A\ |\ [x,y]\in R\}}

- Relace složená z relací {\displaystyle R} a {\displaystyle S} je relace {\displaystyle R\circ S=\{[x,z]\ |\ [x,y]\in R\land [y,z]\in S\}}

- Průnik relací {\displaystyle R} a {\displaystyle S} je relace {\displaystyle R\cap S=\{[x,y]\ |\ [x,y]\in R\land [x,y]\in S\}}

- Sjednocení relací {\displaystyle R} a {\displaystyle S} je relace {\displaystyle R\cup S=\{[x,y]\ |\ [x,y]\in R\lor [x,y]\in S\}}